# Harry E. Claiborne

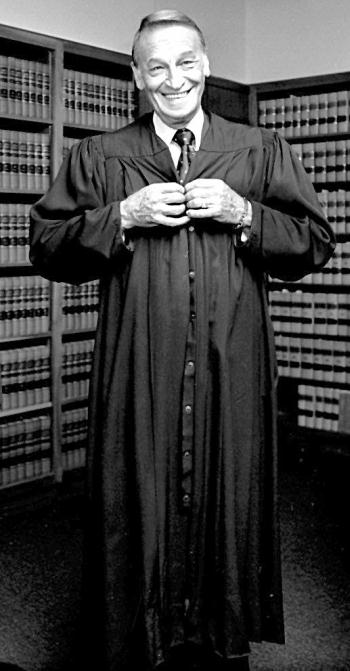
Harry Claiborne (1978)

Harry Eugene Claiborne (* 2. Juli 1917 in McRae, Arkansas; † 19. Januar 2004 in Las Vegas, Nevada) war ein US-amerikanischer Jurist. Nach seiner Berufung durch Präsident Jimmy Carter fungierte er von 1978 bis zu seiner Amtsenthebung im Jahr 1986 als Bundesrichter am Bundesbezirksgericht für den Distrikt von Nevada. Er war die fünfte Person, die vom Kongress der Vereinigten Staaten des Amtes enthoben wurde, und der erste Bundesrichter, der eine Gefängnisstrafe verbüßen musste.
Während des Zweiten Weltkriegs diente Claiborne im Inland als Unteroffizier bei der Militärpolizei der US Army. Danach war er als Rechtsanwalt in Las Vegas tätig. Im Vorfeld der Wahlen des Jahres 1964 bewarb er sich um einen Sitz im US-Senat, verlor aber in der Primary der Demokraten gegen Amtsinhaber Howard Cannon.
Am 25. Juli 1978 wurde Claiborne durch Präsident Carter als Nachfolger von Bruce Rutherford Thompson zum Richter am United States District Court for the District of Nevada ernannt. Nach der Bestätigung durch den US-Senat, die am 11. August desselben Jahres erfolgte, konnte er unmittelbar darauf sein Amt antreten. Ab 1980 stand er diesem Bundesgericht als Chief Judge vor. 1986 wurde er wegen eines Steuerdelikts verurteilt, und während seines 17-monatigen Gefängnisaufenthaltes wurde er vom Kongress aus seinem Amt entfernt. Sein Sitz fiel an Philip Martin Pro. Nach seiner Freilassung wurde ihm in Nevada gestattet, sich wieder als Rechtsanwalt zu betätigen.
Harry Claiborne war viermal verheiratet und starb, nach einer Krebserkrankung, durch Suizid.